# August Reinhard (Politiker)
 August Reinhard (* 5. Oktober 1827 in Landershausen im Landkreis Hersfeld-Rotenburg; † 22. März 1910 ebenda) war ein deutscher Kommunalpolitiker und Abgeordneter des Provinziallandtages der preußischen Provinz Hessen-Nassau.

## Leben
August Reinhard wurde als Sohn des Gutsbesitzers Ferdinand Reinhard und dessen Gemahlin Katharina Klebe geboren. In seinem Heimatort übernahm er den elterlichen Gutshof und war hier 47 Jahre der Bürgermeister. Dem Kreistag des Landkreises Hersfeld-Rotenburg gehörte er an und erhielt 1878 als Vertreter der höchstbesteuerten Grundbesitzer und Gewerbetreibenden des Kreises ein Mandat für den Kurhessischen Kommunallandtag des preußischen Regierungsbezirks Kassel, aus dessen Mitte er zum Abgeordneten des Provinziallandtages der Provinz Hessen-Nassau bestimmt wurde. Er war – mit Unterbrechungen – bis zum Jahre 1910 in den Parlamenten, wo er in verschiedenen Ausschüssen tätig war.